# Lisewo (Konarzyny)
Lisewo – część wsi Konarzyny w Polsce, położona w województwie pomorskim, w powiecie kościerskim, w gminie Stara Kiszewa. 
W latach 1975–1998 Lisewo położone było w województwie gdańskim.